# 1986 (série de televisão)
1986 é uma série de televisão portuguesa de comédia criada por Nuno Markl e produzida pela Hop!. A série estreou a 13 de março de 2018, na RTP1, e conclui a transmissão televisiva a 19 de junho de 2018.
Esta série, também no dia 13 de março de 2018, foi o segundo programa em Portugal e feito por uma televisão portuguesa que teve todos os seus episódios estreados ao mesmo tempo, neste caso, na RTP Play, tal como já acontece com outras plataformas, como é o caso da Netflix, que também costuma estrear todos os episódios de cada temporada das suas produções originais ao mesmo tempo. A primeira vez em que esta situação ocorreu foi com a série, também do mesmo canal, A Criação.

## Sinopse
A série acontece em 1986, durante a segunda volta de uma das eleições presidenciais mais intensa de sempre em Portugal. Num lado, Mário Soares, e do outro, Freitas do Amaral. O duelo contamina tudo e todos, e até uma clássica busca pelo amor. Aqui aparece a história de Tiago. Um jovem tímido, filho de um comunista ferrenho que terá de engolir o sapo de votar em Mário Soares. O jovem apaixona-se por Marta, idealista candidata a astronauta, filha de um empresário de videoclubes que organiza festas para Freitas do Amaral.
A série é totalmente envolvida no ambiente do mesmo ano em que Portugal entra na CEE (a atual União Europeia). As personagens vivem um universo que replica as roupas, os sons e as imagens da época. Uma era em que as tensões políticas entravam nas escolas e em que a cultura popular que, feita em Portugal ou importada do estrangeiro, invadia as vidas dos portugueses: as séries e os filmes que se viam e os discos que se ouviam.

## Elenco
- Miguel Moura e Silva como Tiago
- Laura Dutra como Marta
- Miguel Partidário como Sérgio
- Eva Fisahn como Patrícia
- Henrique Gil como Gonçalo
- Adriano Carvalho como Eduardo
- Teresa Tavares como Alice
- Gustavo Vargas como Fernando
- Mafalda Santos como Maria de Lurdes
- Tiago Garrinhas como Tó
- Simon Frankel como Professor Zé
- Ana Cunha como Teresa
- Marina Albuquerque como Isabel
- Anabela Teixeira como Mãe de Patrícia
- Carlos Almeida Ribeiro como Manuel
- Ana Bola como Conceição

### Elenco adicional
- Nuno Markl como Pai do Sérgio
- Diogo Fialho como Jovem Assaltante
- Cristina Cavalinhos como Tia Emília
- Rita Demel como Mariana
- Carlos Fartura como Isaías
- Cláudio Teixeira como António Variações / Chuck Norris
- Alice Medeiros como Olívia
- Paula Valério como Professora Conselho Diretivo
- Helena Caldeira como Sandra
- Joana Flora como Rita
- Gabriel Teixeira António como Tiago
- Maria Carson como Professora de Matemática
- Artur Dinis como Aluno 1
- Cláudia Negrão como Professora de Inglês
- Pedro J. Ribeiro como Rocha
- Rodrigo Esteves como Aluno 2
- Carlota Froes como Joana
- Fernando Lupach como Professor E.V.
- Sérgio Moura Afonso como Inspector
- Lourenço Henriques como Assessor
- Carolina Carvalhais como Secretária Conselho
- Catarina dos Reis como Amiga da Sandra
- Catarina Salinas como Lena d'Água

## Episódios
| N.º | Título                          | Exibição original na RTP1 | Exibição original na RTP Play | Audiência na RTP1 (espectadores) | Audiência na RTP1 (share) |
| --- | ------------------------------- | ------------------------- | ----------------------------- | -------------------------------- | ------------------------- |
| 1   | "Tarzan Boy"                    | 13 de março de 2018       | 13 de março de 2018           | 247 000                          | 5,6%                      |
| 2   | "A Bordo do Challenger"         | 20 de março de 2018       | 13 de março de 2018           | 228 000                          | 5,1%                      |
| 3   | "Sólido Como Rocha"             | 27 de março de 2018       | 13 de março de 2018           | 285 000                          | 6,1%                      |
| 4   | "TV Realidade"                  | 3 de abril de 2018        | 13 de março de 2018           | 275 500                          | 6,1%                      |
| 5   | "A Grande Festa"                | 10 de abril de 2018       | 13 de março de 2018           | 190 000                          | 4,1%                      |
| 6   | "A Grande Depressão"            | 17 de abril de 2018       | 13 de março de 2018           | 199 500                          | 4,5%                      |
| 7   | "Os Cinco e a Bomba"            | 24 de abril de 2018       | 13 de março de 2018           | 190 000                          | 4,9%                      |
| 8   | "Os Cinco e a Bomba - Parte II" | 1 de maio de 2018         | 13 de março de 2018           | 190 000                          | 4,7%                      |
| 9   | "Pesadelo em Tiago Street"      | 15 de maio de 2018        | 13 de março de 2018           | 161 500                          | 3,7%                      |
| 10  | "Video Magic Fora de Horas"     | 22 de maio de 2018        | 13 de março de 2018           | 218 500                          | 4,8%                      |
| 11  | "A Educação de Rita"            | 29 de maio de 2018        | 13 de março de 2018           | 228 000                          | 5,0%                      |
| 12  | "Juntos em Sonhos Eléctricos"   | 5 de junho de 2018        | 13 de março de 2018           | 199 500                          | 4,5%                      |
| 13  | "O Dia de Todos os Perigos"     | 19 de junho de 2018       | 13 de março de 2018           | 228 000                          | 5,9%                      |

## Transmissão
Em termos de audiência, 1986 teve uma média de audiências de 2,3%/5,0% (rating/share), ficando atrás de Excursões Air Lino no ranking de 2018.

## Banda sonora
Para a banda sonora desta série foram compostas músicas originais, que acabaram incluídas num álbum, com o mesmo nome que a série, 1986. Com a coordenação do cantor João Só, este álbum conta com a participação de alguns aclamados cantores portugueses, tais como Ana Bacalhau, David Fonseca, Lena d'Água, Rita Redshoes e Samuel Úria.
| N.º            | Título                        | Letras                     | Música                                 | Personagem                 | Duração |  |
| 1.             | "Electrificados"              | João Só, Henrique Oliveira | Catarina Salinas, João Só, Lena d'Água | Genérico                   | 2:25    |  |
| 2.             | "Pensamos No Futuro Amanhã"   | João Só                    | Ana Bacalhau                           | Marta                      | 2:53    |  |
| 3.             | "Hoje Eu Vi O Mundo"          | Miguel Araújo              | Miguel Araújo, João Só                 | Fernando e Maria de Lurdes | 4:25    |  |
| 4.             | "A América Ao Pequeno-Almoço" | João Só                    | Samuel Úria                            | Sérgio                     | 3:44    |  |
| 5.             | "O Que É Que Vês"             | João Só                    | Márcia, Tatanka                        | Eduardo e Alice            | 3:35    |  |
| 6.             | "Ninguém"                     | David Fonseca              | David Fonseca                          | Tiago                      | 3:47    |  |
| 7.             | "Quanto É Que Falta"          | João Só                    | João Só                                | Gonçalo                    | 3:53    |  |
| 8.             | "A Verdade Nunca Sai À Rua"   | João Só, Nuno Rafael       | Rita Redshoes                          | Patrícia                   | 3:28    |  |
| Duração total: | Duração total:                | Duração total:             | Duração total:                         | Duração total:             | 28:10   |  |

No dia 17 de maio de 2018, um concerto de cariz solidário, intitulado de Concerto por um Novo Futuro, acabou por ser realizado na Altice Arena contando com as músicas e os cantores que participaram na banda sonora da série.